# Diecezja Santiago de Veraguas
Diecezja Santiago de Veraguas (łac. Dioecesis Sancti Iacobi Veraguensis) – diecezja Kościoła rzymskokatolickiego w Panamie. Należy do archidiecezji panamskiej. Została erygowana 13 lipca 1963.

## Ordynariusze
- Marcos McGrath, C.S.C. (1964–1969)
- Martin Legarra Tellechea, O.A.R. (1969–1975)
- José Dimas Cedeño Delgado (1975–1994)

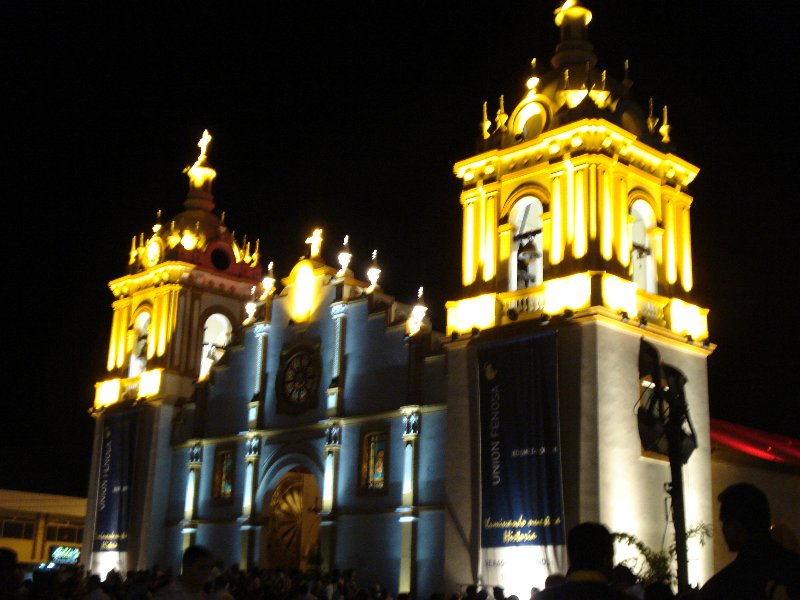
Katedra w Santiago de Veraguas

- Oscar Brown (1994–2013)
- Audilio Aguilar (od 2013)